# Петер Пчолінський
Петер Пчолінський (нар. 6 квітня 1982) — словацький активіст і політик. З 2016 по 2023 рік — член Національної ради, а з 2020 року — її заступник. Він є одним із співзасновників партії «Ми — сім'я».

## Раннє життя
Пчолінський народився в 1982 році в селі Нижній Грабовець, неподалік від Вранова над Топльоу. Вивчав менеджмент в університеті Коменського.

## Активність і політична кар'єра
Пчолінський був помічником міністрів внутрішніх справ Володимира Палко та Даніеля Ліпшица.
У 2012 році Пчолінський був одним з організаторів антикорупційних протестів, викликаних скандалом Gorilla. У 2015 році разом із Міланом Крайняком він заснував рух 300, названий на честь 300 спартанців, які героїчно полягли в битві при Фермопілах . Пізніше того ж року Пчолінський, Крайняк і Борис Коллар перейняли невелику політичну партію під назвою NÁŠ KRAJ (НАШ РЕГІОН), незважаючи на заперечення деяких членів партійного керівництва, і перетворили її на партію «Ми — сім'я».
На парламентських виборах у Словаччині 2016 та 2020 років Пчолінський був обраний до парламенту за списком «Ми — сім'я». У жовтні 2020 року обраний заступником голови Нацради.

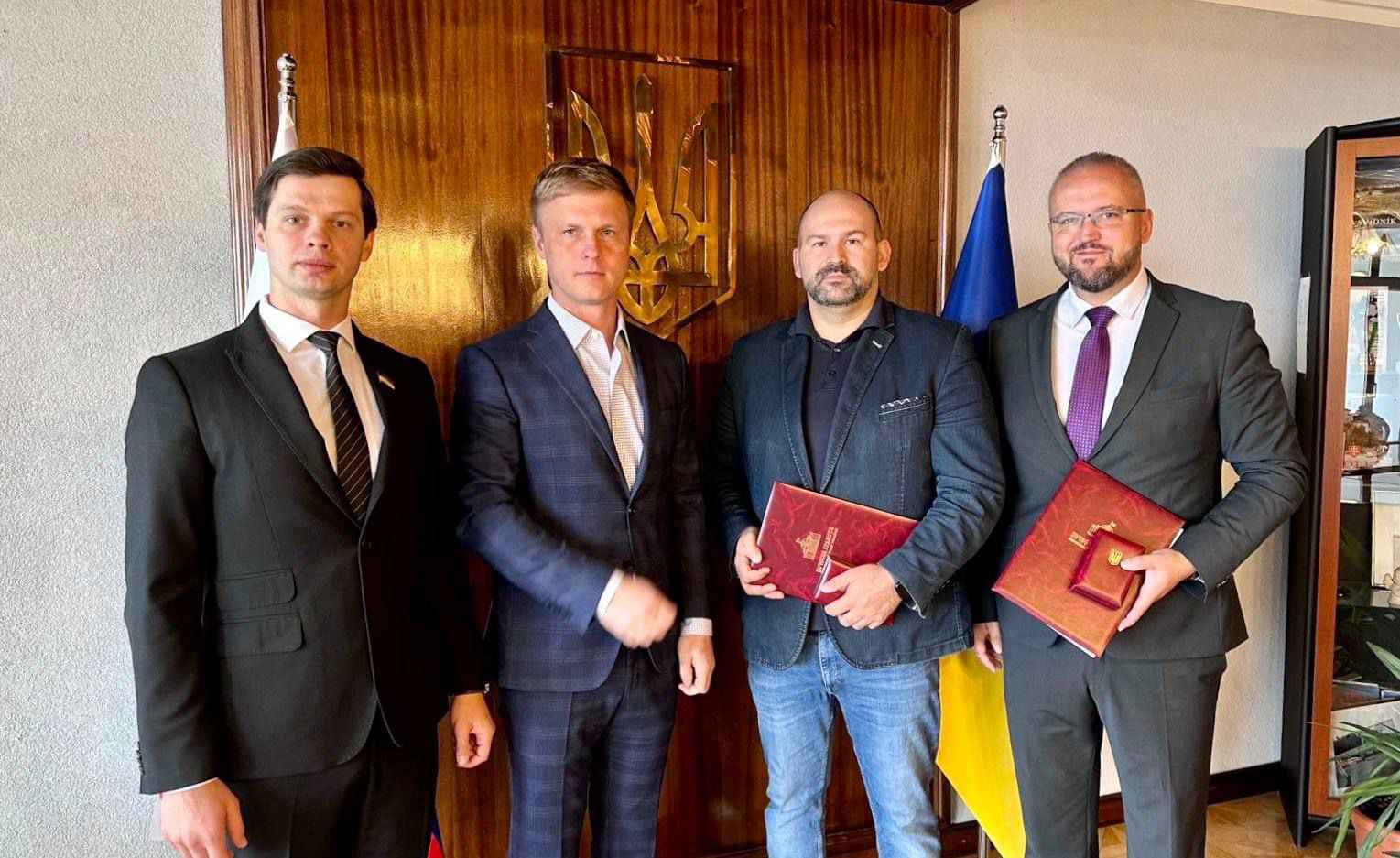
Вручення Почесної грамоти Верховної Ради України, керівником депутатської групи ВРУ з міжпарламентських зв'язків зі Словацькою Республікою — Анатолієм Костюхом, народним депутатом ВРУ — Валерієм Лунченком парламентарям — Мілошу Сврчку та Петеру Пчолінскому

З початку повномасштабного вторгнення росії на територію України (24 лютого 2022 року), Петер Пчолінський докладав максимальних зусиль для донесення до представників словацької влади необхідності постачання Україні гуманітарної та військової допомоги.
У межах комунікації депутатської групи Верховної Ради України з міжпарламентських зв'язків зі Словацькою Республікою та Групи Національної Ради Словацької Республіки з міжпарламентських зв'язків з Україною, українською стороною неодноразово підіймались питання пов'язанні із перебуванням українських вимушених переселенців у Словаччині, контроль за вирішення даних питань з боку словацької сторони брав Петер Пчолінський.
Петер Пчолінський також сприяв міжнародній підтримці Україні, зокрема брав участь в Першому Парламентському саміті Міжнародної Кримської платформи 24-25 жовтня 2022 року у Хорватії, м. Загреб.
У 2023 році, напередодні позачергових виборів до Národná rada Slovenskej republiky, був нагородження Почесною Грамотою Верховної Ради України як член Групи Національної Ради Словацької Республіки з міжпарламентських зв'язків з Україною, за визначну громадсько-політичну діяльність на міжпарламентському рівні зі сприяння надання гуманітарної та військової допомоги, підтримки України на міжпарламентському рівні та міжнародній політичній арені.

## Особисте життя
Його брат, Володимир Пчолінський, був директором Словацької інформаційної служби з 2020 року до свого арешту за ймовірне хабарництво в 2021 році. Петер Пчолінський захищав свого брата після арешту та звинуватив міністра внутрішніх справ Романа Мікулця у змові проти нього.
Його невістка, Адріана Пчолінська, також є депутатом Sme Rodina.